# Wolf Weitbrecht
Wolfgang Weitbrecht (* 17. Juni 1920 in Stuttgart; † 28. November 1987 in Berlin) war ein deutscher Arzt und Autor von Science-Fiction-Romanen.

## Leben
Weitbrecht trat nach dem Medizinstudium an der Universität Tübingen zunächst seinen Wehrdienst an und promovierte 1947 zum Facharzt für Sozialhygiene. Bereits zwei Jahre zuvor wurde er Mitglied in der KPD. Von 1947 bis 1953 war Weitbrecht erst als Assistenzarzt und bis 1955 als Amtsarzt in Berlin-Köpenick tätig. Danach wirkte er bis 1957 als stellvertretender Bezirksarzt in Berlin-Ost. Anschließend war Weitbrecht bis 1974 Erster Vizepräsident des Deutschen Roten Kreuzes der DDR und gehörte darüber hinaus in jenem Zeitraum von 1958 bis 1963 dem Bezirkstag in Dresden an. Von 1974 bis zu seiner Pensionierung im Jahr 1985 als Obermedizinalrat und zwischenzeitlich 1980 ausgezeichnet als „Verdienter Arzt des Volkes“ mit dem Vaterländischen Verdienstorden in Bronze war Weitbrecht Chefredakteur der medizinischen Zeitschrift humanitas. Zudem war er, der seit 1974 auch dem Schriftstellerverband der DDR angehörte, als freier Schriftsteller und Science-Fiction-Autor tätig.

## Werk
Bereits sein erster Roman Orakel der Delphine war sehr erfolgreich und wurde mehrfach in verschiedenen Ausgaben (auch als Romanzeitung) nachgedruckt. In dem wissenschaftlich-phantastischen Roman (Untertitel) gelangen seine Protagonisten durch Forschungsarbeit zu der Erkenntnis, dass Außerirdische in vorgeschichtlicher Zeit die Erde besucht und ihre Spuren hinterlassen haben. Zunächst sind es nur die Zwerge, die von Weitbrechts Protagonisten als Aliens identifiziert werden, in den Fortsetzungen Stunde der Ceres, Stern der Mütter und Verwirrung um Gäa werden auch andere Fabelwesen einbezogen.
Es gab in der frühen DDR-SF eine ganze Reihe von solchen Einflüssen der Prä-Astronautik. Man vergleiche Günther Krupkat, Carlos Rasch und Rainer Fuhrmann. Bei Weitbrecht dominiert das märchenhafte Element.

## Bibliografie
Romane
- Orakel der Delphine. Greifenverlag Rudolstadt, 1972
- Stunde der Ceres. Greifenverlag Rudolstadt, 1975
- Stern der Mütter. Greifenverlag Rudolstadt, 1980
- Die Relativen der Astron. Greifenverlag Rudolstadt, 1985
- Der Mann aus Alaska Illustrationen von Karl Fischer. Das neue Abenteuer #480, 1986.
- Verwirrung um Gäa. Greifenverlag Rudolstadt, 1988

Kurzgeschichtensammlungen
- Das Psychomobile. Greifenverlag Rudolstadt, 1976
- Die Falle des Alderamin. Verlag Neues Leben, 1982
- Disput mit einem Farnkraut: Geschichten von übermorgen. Tribüne-Verlag, 1988

Kurzgeschichten
- Als die Wolke kam (1976)
- Coazervatchen (1976)
- Das Disziplinarverfahren (1976)
- Das Interview (1976)
- Das Psychomobile (1976)
- Der Besuch des Lauriniden (1976)
- Der Mann, der den Haken schlug (1976)
- Der Müllflieger (1976)
- Der Superstar (1976)
- Die alte Heimat (1976)
- Die Landung findet nicht statt (1976)
- Die Ratten (1976)
- Imago (1976)
- Warum nicht zwei mal zwei (1976)
- Der Absolute (1983)
- Der Himmelhund (1985)
- Auch eine Theorie! (1988)
- Der Großvater (1988)
- Der Mann, der Angst vor seiner Hand bekam (1988)
- Der neue Moralist (1988)
- Der Schwiegersohn (1988)
- Der Sündenfall (1988)
- Die Unterirdischen (1988)
- Disput mit einem Farnkraut (1988)
- Finale (1988)
- Intermezzo I–IV (1988)
- Ja, unsere alte Penne! (1988)
- Magenschmerzen (1988)
- Oma Möller (1988)
- Rudi Trebbin will nicht mehr (1988)
- Vom Zuhörer als solchem (1988)
- Warum hat keiner Zeit? (1988)
- Was kommt danach? (1988)
- Zweiter thermodynamischer Hauptsatz (1988)

Sachbuch
- Kongo. Arzt unter heißem Himmel. Verlag der Nation, 1964